# Dermateaceae
Dermateaceae is een grote familie schimmels van de klasse Leotiomycetes, behorend tot de orde van Helotiales. Het typegeslacht is Dermea.

## Taxonomie
De familie Dermateaceae bestaat uit de volgende geslachten:
Actinoscypha – Arctomollisia – Coleophoma – Davidhawksworthia – Dermatea – Dermea – Gelatinoamylaria – Larissia – Mollisiopsis – Neodermea – Neofabraea – Neogloeosporidina – Pezicula – Phlyctema – Pseudofabraea – Rhizodermea – Schizothyrioma – Scleropezicula – Verkleyomyces